# Ан дьо Стал
Ан дьо Стал, с рождено име Ан Луиз Жермен дьо Стал(на френски: Anne Louise Germaine de Staël,), известна просто като мадам дьо Стал, е именита писателка от френски и швейцарски произход, представителка на либералното течение във френския романтизъм и отявлен опонент на Наполеон.

## Живот
Тя е дъщеря на Жак Некер – френски финансист и министър на Луи XVI (1732 – 1804) и швейцарката Сюзан Кюршо. Омъжва се за Ерик Магнус, барон дьо Стал-Холщайн, посланик на Швеция в Париж.
В началото на Революцията създава известен литературен салон в Париж, където се събират политици, писатели и учени. По-късно мадам дьо Стал емигрира в Швейцария, където през 1794 г. се запознава с политика Бенжамен Констан дьо Рьобек (1767 – 1830). Двамата пътуват заедно из цяла Европа. Завръща се във Франция едва след падането на Наполеон, който я обрича на изгнание заради политическите ѝ пристрастия.
Авторка е на романите„Делфин“ (1802), „Корин“ (1807) и на трудовете „За влиянието на страстите върху индивидите и нациите“ (1796), „За литературата, разглеждана във взаимоотношенията ѝ с обществените институции“ (1800), „За Германия“ (1810).